# Superconductividad de alta temperatura

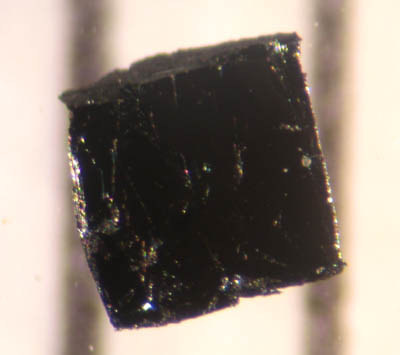
Muestra de 1 mm del superconductor de alta temperatura Bi-2223.

Con superconductividad de alta temperatura se puede hacer referencia a dos clasificaciones de los superconductores: o bien se refiere a aquellos que no responden a la teoría BCS, o bien se refiere a superconductores con temperatura crítica mayor que la temperatura de ebullición del nitrógeno (77K). Que haga referencia a estas dos clasificaciones se debe a que, por lo general, la temperatura crítica de los superconductores que no cumplen la BCS es mayor que las de aquellos que sí la siguen, aunque existen múltiples excepciones.
Este tipo de superconductividad fue descubierta en 1986 por Karl Alexander Müller y Johannes Georg Bednorz y fue inmediatamente reconocida por el Premio Nobel de Física de 1987. Desde el punto de vista de la clasificación hecha anteriormente, estos estudios se corresponden con los superconductores que no cumplen la teoría BCS, aunque su temperatura crítica es mayor que la de todos los superconductores convencionales conocidos por aquel entonces.
La búsqueda de una comprensión teórica de la superconductividad de alta temperatura se considera como uno de los problemas más importantes sin resolver en la física. Actualmente sigue siendo un tema de intensa investigación experimental y teórica, con más de 100.000 documentos publicados sobre el tema.
Pese a las intensas investigaciones, una explicación satisfactoria sigue eludiendo a los científicos. Una de las razones para ello es que los materiales en cuestión son por lo general muy complejos, con varias capas de cristales (por ejemplo, BSCCO), lo que hace difícil el modelado teórico. Sin embargo, con el rápido ritmo de nuevos descubrimientos en este campo, muchos investigadores son optimistas en una completa comprensión del proceso dentro de la próxima década más o menos.

## Ejemplos
Ejemplos de superconductores de alta temperatura incluyen al La1.85Ba0.15CuO4, y el YBCO (Itrio-Bario-Cobre-Óxido), el cual es famoso por ser el primer material descubierto mostrando la superconductividad por encima del punto de ebullición del nitrógeno líquido. Todos los superconductores de alta temperatura son de tipo II y no convencionales.
A veces se dice que el diboruro de magnesio (MgB2) es un superconductor de alta temperatura lo cual no es muy riguroso, dado que su temperatura crítica es 39 K; esto quiere decir que el nitrógeno líquido no es suficiente para obtenerlo en estado superconductor. La razón de tal confusión es que entre los superconductores convencionales es el que tiene la temperatura crítica más elevada con mucha diferencia con respecto a los demás superconductores de su categoría (como el niobio, con Tc = 9 K, o el germaniuro de niobio, que tiene Tc = 23 K y es el segundo en su categoría, tras del diboruro de magnesio), por lo que su Tc es relativamente muy alta.

## Historia
Karl Alexander Müller y Johannes Georg Bednorz trabajaban desde 1983 en un laboratorio de investigación de IBM en Zürich con estructuras de perovskitas según trabajos anteriores de A. Sleight de DuPont. En abril de 1986 descubrieron la superconductividad de alta temperatura, siendo presentado el resultado en una reunión de la Sociedad Americana de Física en Nueva York. En poco tiempo muchos otros centros de investigación comprobaron el descubrimiento. En paralelo comenzó una búsqueda de sustancias similares con temperaturas críticas más altas. Así en 1987 se descubrió el YBa2Cu3O7 con 93 K y en 1988 el Bi2Sr2Ca2Cu3O10 con 110 K. El récord lo tiene desde el 2000 el Hg0,8Tl0,2Ba2Ca2Cu3O8 con 138 K.